# NGC 917
NGC 917 est une vaste galaxie spirale située dans la constellation du Triangle. NGC 917 a été découverte par l'astronome britannique John Herschel en 1827.

## Caractéristiques
Sa vitesse par rapport au fond diffus cosmologique est de 5 172 ± 17 km/s, ce qui correspond à une distance de Hubble de 76,3 ± 5,4 Mpc (∼249 millions d'al).
À ce jour, huit mesures non basées sur le décalage vers le rouge (redshift) donnent une distance de 82,075 ± 19,158 Mpc (∼268 millions d'al), ce qui est à l'intérieur des valeurs de la distance de Hubble. Notons cependant que c'est avec la valeur moyenne des mesures indépendantes, lorsqu'elles existent, que la base de données NASA/IPAC calcule le diamètre d'une galaxie et qu'en conséquence le diamètre de NGC 917 pourrait être d'environ 55,5 kpc (∼181 000 al) si on utilisait la distance de Hubble pour le calculer.
La classe de luminosité de NGC 917 est I-II et elle présente une large raie HI.
En raison d'une brillance de surface égale à 14,58 mag/am2, on peut qualifier NGC 917 de galaxie à faible brillance de surface (LSB en anglais pour low surface brightness). Les galaxies LSB sont des galaxies diffuses (D) avec une brillance de surface inférieure de moins d'une magnitude à celle du ciel nocturne ambiant.

## Supernova
La supernova SN 2002eh a été découverte dans NGC 917 le 29 juillet 2002 par l'astronome amateur britannique Tom Boles. Cette supernova était de type Ia.